# قشلاق يل أتان الهوردي دولت (مقاطعة بيله سوار)
قشلاق یل أتان الهوردي دولت (بالفارسية: قشلاق یل اتان الهوردی دولت) هي منطقة سكنية تقع في إيران في أردبيل. يقدر عدد سكانها بـ 24 نسمة .